# The Iguanas (gruppo musicale della Louisiana)
The Iguanas sono un gruppo musicale roots rock statunitense attivo dal 1989.

## Formazione

### Formazione attuale
- René Coman - basso elettrico, basso acustico, chitarra elettrica, tastiere, organo, pianoforte, tamburello, cori
- Derek Huston - sassofono, cori
- Joe Cabral - chitarra, sassofono, percussioni, organo, basso, bajo sexto, voce
- Doug Garrison - batteria, percussioni

### Ex componenti
- Willie Panker - batteria

## Discografia
- 1993 - The Iguanas (MCA)
- 1994 - Nuevo Boogaloo (MCA)
- 1996 - Super Ball (Margaritaville Records)
- 1999 - Sugar Town (Koch International)
- 2003 - Plastic Silver 9-Volt Heart (Yep Roc Records)
- 2008 - If You Should Ever Fall on Hard Times (Yep Roc Records)